# Amilton Filho
Amilton Batista de Faria Filho (Anápolis, 27 de julho de 1985) é um advogado e político brasileiro, filiado ao MDB. Atualmente, é deputado estadual de Goiás, foi vereador de Anápolis (GO), sua cidade natal, por duas vezes.
Ativo em diversas manifestações estudantis, chegou a fazer parte do diretório acadêmico do curso de Direito da Universidade Evangélica de Goiás (UniEvangélica), onde concluiu sua graduação.
É casado com Ana Caroline Guimarães, com quem tem um filho, chamado Samuel. É servidor público estadual e por duas vezes exerceu na Câmara Municipal de Anápolis a função de vereador (Solidariedade), sempre figurando entre os mais bem votados do município.
Entre os anos de 2017 e 2018, Amilton Filho foi escolhido, por unanimidade, para presidir a Câmara Municipal de seu município, onde promoveu ações e projetos importantes como o “Câmara nos Bairros” e o “Parlamento Jovem”, além de coordenar a realização de um concurso público, o segundo da história do Legislativo anapolino.
Em 2018, candidatou-se pela primeira vez a deputado estadual, conquistando mais uma vitória em sua carreira pública. Com 16.486 votos, foi o segundo deputado mais bem votado de sua cidade natal e o primeiro de seu partido, o Solidariedade (SD).
Atualmente liderando a bancada do MDB  na Assembleia Legislativa de Goiás e braço direito do governador do estado, Ronaldo Caiado, Amilton Filho traz a mensagem de renovação com experiência, firmando compromissos com os municípios na construção de um Goiás mais forte e justo para todos.
Dentre as pautas que o deputado eleito defende na Alego estão medidas que combatam a corrupção e que aumentem a transparência dos atos públicos. Desenvolvimento econômico, desenvolvimento da educação, promoção da saúde e defesa do consumidor também são destaques da sua atuação parlamentar.
Amilton Filho também é conhecido regionalmente como o "deputado da educação". Sua atuação na Assembleia Legislativa, em parceria com o governador do estado, permitiu a reforma, ampliação e construção de mais de 60 colégios estaduais.

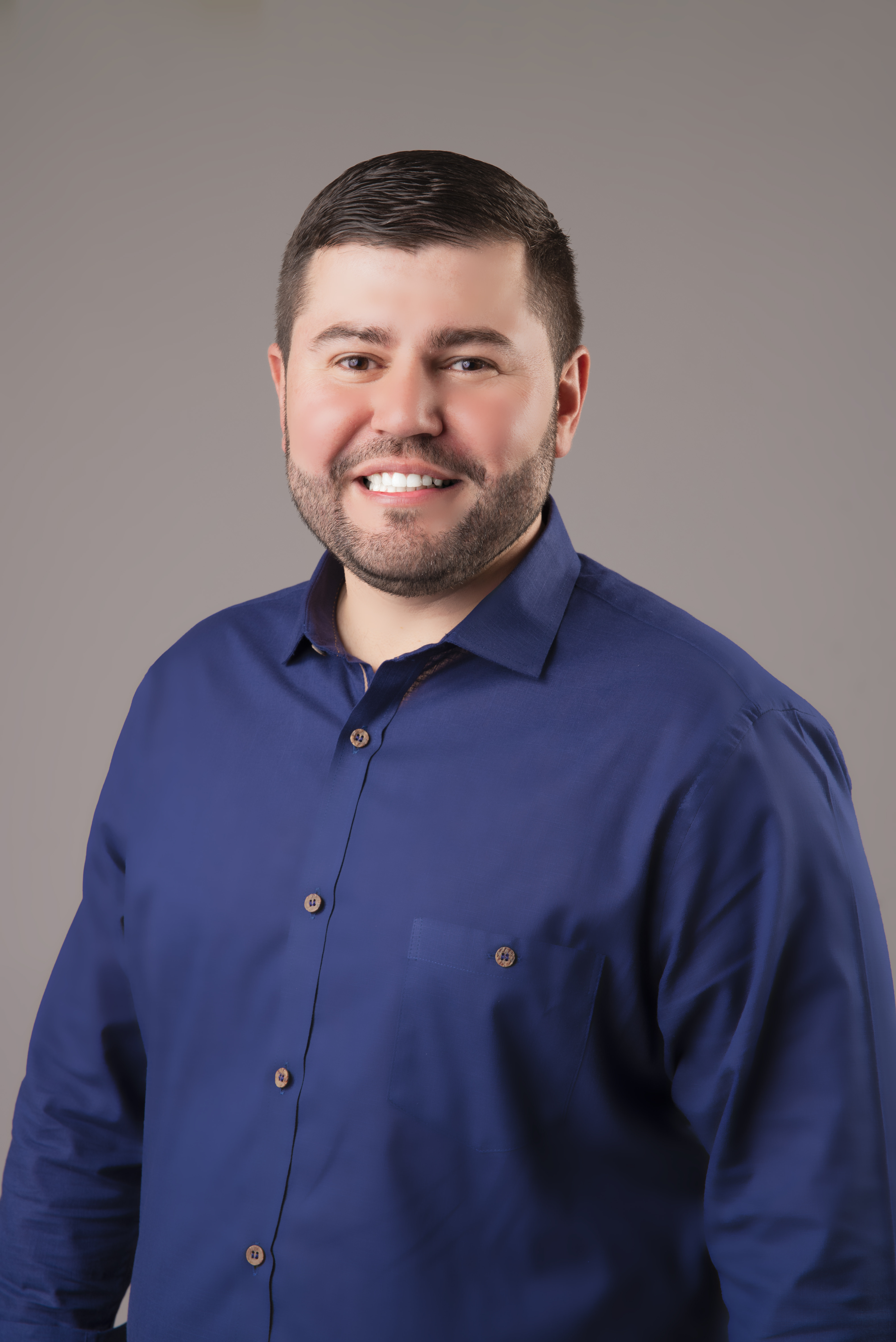
Deputado Amilton Filho

Em Anápolis, sua terra natal, Amilton é o responsável pela ampliação do Distrito Agroindustrial de Anápolis (Daia 2) e manutenção de incentivos fiscais para empresas, iniciativas que têm como principal objetivo a geração de emprego e renda para a população.